# جيمس ويليام آرثر جارنر
جيمس ويليام آرثر جارنر هو سياسي كندي، ولد في 19 أغسطس 1944 في كندا. حزبياً، نشط في حزب ساسكاتشوان المحافظ التقدمي. وقد انتخب عضو المجلس التشريعي من ساسكاتشوان.